# Municipio de Fairview (condado de Caldwell)
El municipio de Fairview (en inglés: Fairview Township) es un municipio ubicado en el condado de Caldwell en el estado estadounidense de Misuri. En el año 2010 tenía una población de 159 habitantes y una densidad poblacional de 1,71 personas por km².

## Geografía
El municipio de Fairview se encuentra ubicado en las coordenadas 39°39′48″N 93°48′47″O / 39.66333, -93.81306. Según la Oficina del Censo de los Estados Unidos, el municipio tiene una superficie total de 92.87 km², de la cual 91,99 km² corresponden a tierra firme y (0,95 %) 0,88 km² es agua.

## Demografía
Según el censo de 2010, había 159 personas residiendo en el municipio de Fairview. La densidad de población era de 1,71 hab./km². De los 159 habitantes, el municipio de Fairview estaba compuesto por el 98,11 % blancos y el 1,89 % eran de una mezcla de razas. Del total de la población el 0 % eran hispanos o latinos de cualquier raza.